# Selvforsvarsmærket
Selvforsvarsmærket er et dansk system beregnet på selvforsvar.
Hensigten er at kunne pacificere en overfaldsperson under iagttagelse af gældende lovgivning på området. Der indgår ingen kampsportselementer (konkurrencer) i forbindelse med selvforsvarsmærket.
Der undervises i Selvforsvarsmærket ved Det Danske Forsvar, Hjemmeværnet, Civilforsvaret samt ved flere efterskoler.

## Historie
Selvforsvarsmærket opstod i 1956, hvor major Knud Janson grundlagde denne disciplin ved at sammensætte et tilhørende pensum. I dag er Selvforsvarsmærket en landsomspændende organisation, der har instruktører over hele landet.

## Undervisningen
Undervisningen er udelukkende baseret på defensive øvelser, der er ikke tale om en "angrebsdisciplin". Undervisningen taget udgangspunkt i at pacificere en overfaldsperson.
Eleven undervises ud fra et pensum, og når eleven efterhånden bliver betragtet som egnet til at bestå prøven inden for henholdsvis bronze-pensum, sølv-pensum eller guld-pensum, bliver vedkommende stillet for en censor, som bedømmer og udsteder certifikat på, at prøven er gennemført og bestået. Selvforsvarsmærket er delt op i bronze (første niveau), sølv (andet niveau) og guld (tredje og højeste niveau).

## Eksternt link
- http://www.selvforsvarsmaerket.dk